# Liujiayao
Liujiayao (kinesiska: 刘家窑, 刘家窑乡) är en socken i Kina. Den ligger i den autonoma regionen Inre Mongoliet, i den norra delen av landet, omkring 88 kilometer sydost om regionhuvudstaden Hohhot.
Genomsnittlig årsnederbörd är 611 millimeter. Den regnigaste månaden är juli, med i genomsnitt 182 mm nederbörd, och den torraste är januari, med 3 mm nederbörd.